# SouthWest Service
La  Línea SouthWest Service (en inglés: SouthWest Service Line) es una línea del Tren de Cercanías Metra. La línea opera entre las estaciones Union Station y Orland Park 179th Street.